# Orth an der Donau
Orth an der Donau è un comune austriaco di 2 070 abitanti nel distretto di Gänserndorf, in Bassa Austria; ha lo status di comune mercato (Marktgemeinde).

## Amministrazione

### Gemellaggi
- Fehmarn[senza fonte]